# Tia Maria
Tia Maria é uma marca de licor jamaicano feito à base de café, representada e distribuída pela EMPOR Spirits. 
Considerada de alta qualidade e sabor único, sua receita secreta é passada de geração em geração, há mais de 300 anos. Está entre os dez licores mais vendidos do mundo, No Reino Unido e na Argentina, é líder de vendas. 